# Красный Пахарь (Адыгея)
Кра́сный Па́харь (адыг. Жъонэкӏо Плъыжь) — хутор в Гиагинском муниципальном районе Республики Адыгея России. Входит в Сергиевское сельское поселение.

## География
Хутор расположен в юго-восточной части Гиагинского района, на левом берегу реки Гачучи. Находится в 8 км к юго-западу от центра сельского поселения села Сергиевского, в 38 км к юго-востоку от районного центра станицы Гиагинской и в 25 км к северо-востоку от города Майкопа.
Площадь хутора составляет 0,22 км2, на которые приходятся 0,15 % от общей площади сельского поселения.
Расположен на Закубанской наклонной равнине, в переходной от равнинной в предгорную зоне республики. Средние высоты на территории хутора составляют около 209 метров над уровнем моря. Рельеф местности представляет собой волнистые равнины, имеющие общий уклон с юго-запада на северо-восток, с холмисто-курганными возвышенностями. В долине реки Гачучи резко выражены колебания относительных высот.
Гидрографическая сеть представлена рекой Гачучой. К западу от населённого пункта протекает ручей Занина, впадающий в Гачучу севернее хутора.
Климат влажный умеренный. Среднегодовая температура воздуха положительная и составляет +11,5°С. Среднемесячная температура воздуха в июле достигает +23,0°С. Среднемесячная температура января составляет 0°С. Среднегодовое количество осадков составляет 740 мм. Основная часть осадков выпадает в период с мая по июль.

## Население
| 2002 | 2010 | 2013 | 2014 | 2015 | 2016 | 2017 |
| ---- | ---- | ---- | ---- | ---- | ---- | ---- |
| 44   | ↘26  | ↗29  | ↘27  | ↗28  | →28  | ↘27  |
| 2018 | 2019 | 2020 | 2021 | 2023 | 2024 |      |
| ↗30  | ↘29  | ↗30  | ↘23  | ↗25  | ↘23  |      |

Плотность 104.55 чел./км2.
Национальный состав
По данным Всероссийской переписи населения 2010 года:
| Народ   | Численность, чел. | Доля от всего населения, % |
| ------- | ----------------- | -------------------------- |
| русские | 22                | 84,6 %                     |
| другие  | 4                 | 15,4 %                     |
| всего   | 26                | 100 %                      |

Мужчины — 15 чел. (57,7 %). Женщины — 11 чел. (42,3 %).

## Инфраструктура
Ближайшие объекты социальной инфраструктуры расположены в центре сельского поселения селе Сергиевском.

## Улицы
На хуторе всего одна улица: Западная.